# Fort de Bourlémont
Pour les articles homonymes, voir Bourlémont.
Le fort de Bourlémont, appelé brièvement fort Choiseul, est un ouvrage militaire, faisant partie du système Séré de Rivières, construit entre 1878 et 1881. Il avait pour mission de servir de fort d'arrêt dans la « trouée de Charmes », entre la place forte de Toul et celle d'Épinal. Il est situé sur la commune de Mont-lès-Neufchâteau.
Il est aujourd'hui un lieu touristique géré par une association.

## Caractéristiques
Ce fort possède un pont-levis à son entrée principale. Il est appelé à jouer un rôle considérable dans la défense du territoire C'est un fort d'arrêt qui fermait la trouée de Charmes entre les rideaux défensifs Épinal-Belfort et Toul-Verdun. Sa mission est de couvrir des feux de son artillerie :
- la retraite des troupes actives au cas où elles seraient obligées d'évacuer les massifs boisés de Mirecourt ;
- le nœud ferroviaire et routier de Neufchâteau d'importance exceptionnelle (4 lignes de chemin de fer, 5 routes, plusieurs chemins) ;
- la vallée de la Saônelle ;
- la vallée de Midrevaux ;
- et d'empêcher les troupes ennemies d'accéder au bassin parisien. Ce fort doit tenir pendant 3 mois, en autarcie complète.

La superficie de l'ouvrage est de 3,6 hectares à l'intérieur des fossés, 4,5 hectares avec les fossés. Le fort se compose de 84 salles et abris pour 91 locaux au total. Il est prévu pour recevoir :
- 732 hommes, dont 690 hommes de troupe, 33 sous-officiers et 9 officiers ;
- 5 chevaux ;
- 18 pièces de rempart ;
- 8 pièces de flanquement ;
- 11 mortiers ;
- 150 000 kg de poudre noire en caisse de 50 kg et 985 000 balles.

## Histoire du fort
Par le décret du 21 janvier 1887, le ministre de la Guerre Georges Boulanger renomme tous les forts, batteries et casernes avec les noms d'anciens chefs militaires. Pour le fort de Bourlémont, son « nom Boulanger » est en référence au général de la Révolution Claude Antoine Clériadus de Choiseul La Baume, natif de Nancy : le nouveau nom devait être gravé au fronton de l'entrée. Dès le 13 octobre 1887, le successeur de Boulanger au ministère, Théophile Ferron, abroge le décret. Le fort reprend officiellement son nom précédent.
- De 1881 à 1914 : accueil d'une garnison réduite dans le fort, détachée de 79e régiment d'artillerie. Le fort fut particulièrement armé.
- De 1914 à 1918 : réarmement du fort en catastrophe pour faire face au conflit.
- En 1918 : occupé par les troupes américaines, le fort devient un lieu de détention pour les soldats alsaciens et allemands.
- De 1918 à 1939 : la garnison du fort ne se compose plus que d'une petite garnison et sert surtout de dépôt de munitions.
- En 1940 : il est investi par les troupes allemandes qui l'utilisent comme dépôt de munitions et de matériel.
- De 1945 à 1950 : seul subsiste un piquet de garde résidant dans les locaux officiers à l'extérieur du fort.
- De 1950 à 1996 : à l'abandon, bien que toujours terrain militaire. Les soldats y venaient quelquefois dans l'année pour y faire des exercices.
- En 1996 : la commune de Mont-lès-Neufchâteau acquiert le fort.
- En 1997 : la gestion et l'exploitation du fort sont confiées à l'association naissante des Amis du Fort de Bourlémont.
- En 2000 : l’association monte un chantier d’insertion pour restaurer petit à petit le fort.
- De 2000 à aujourd'hui : le fort est devenu un lieu de loisirs familial et culturel sous le nom de « fort aux énigmes ».